# Agui
Agui (jap. 阿久比町 Agui-chō) – miasto w Japonii, na wyspie Honsiu, w prefekturze Aichi. Według danych na rok 2020 miejscowość zamieszkiwało 28 383 mieszkańców , a gęstość zaludnienia wyniosła 1192,6 os./km².